# Cena marzeń
Cena marzeń (tytuł oryginalny Rubí) – meksykańska telenowela produkowana przez Televisa S.A. de C.V. (grupa medialna Televisa) w 2004. Pierwsza emisja serialu odbyła się na kanale Canal de las Estrellas (grupa medialna Televisa). Wyprodukowano 115 odcinków, a producentem wykonawczym telenoweli jest Jose Alberto Castro. W głównych rolach występowali Bárbara Mori, Eduardo Santamarina, Sebastián Rulli i Jacqueline Bracamontes.
Główną bohaterką jest Rubí – piękna dziewczyna, która urodziła się w biednej rodzinie i obsesyjnie marzy o bogactwie. Od 28 sierpnia 2006 do 8 lutego 2007 telenowelę emitowała stacja TVN.  Telenowela cieszyła się największą oglądalnością w Meksyku w roku 2004. Finałowy odcinek nadawany przez kanał Canal de las Estrellas 22 października 2004 roku uzyskał 28 milionową oglądalność co było ogromnym sukcesem owej stacji. Ostatni epizod emitowany przez Univision 7 marca obejrzało z kolei ponad 8 milionów widzów.
Remake telenoweli z 1968 roku.

## Fabuła
Cena marzeń opowiada o Rubí – pięknej dziewczynie, dla której liczą się tylko pieniądze, sława i bogactwo. Pochodzi z biednej rodziny, lecz pełnej miłości i ciepła rodzinnego. Jednak, nie ma tego wszystkiego co sobie wymarzyła. Jest osobą zakłamaną, dlatego inni tracą do niej zaufanie. Marzy o chłopaku, który wyciągnie ją z biedy. Aby zrealizować swój cel, zaczyna studiować na prywatnej uczelni i "zaprzyjaźnia" się z bogatą, ale niepełnosprawną Maribel. Wrażliwa dziewczyna wierzy Rubí i w ich przyjaźń, nie mając pojęcia, iż jest tylko narzędziem do wykonania planu nieszczerej przyjaciółki. W Rubí zakochany jest Alejandro. Dziewczyna, mimo tego że go kocha, nie chce z nim być. Chłopak nie jest tak bogaty, jak to sobie wymarzyła. Poświęca miłość, wierząc, iż nadejdzie dzień, w którym spotka przystojnego mężczyznę, a zarazem bajecznie bogatego.

## Nagrody
- 2005: Nagroda Premios TVyNovelas – ,,Najlepsza telenowela'' (wygrana)
- 2005: Nagroda Premios TVyNovelas – Specjalne osiągnięcie ,,Najczęściej oglądana telenowela w roku 2004'' (wygrana)
- 2005: Nagroda Premios TVyNovelas – ,,Najlepsza aktorka pierwszoplanowa'' dla Bárbary Mori (wygrana)
- 2005: Nagroda Premios TVyNovelas – ,,Najlepszy aktor pierwszoplanowy'' dla Eduarda Santamariny (wygrana)
- 2005: Nagroda Premios TVyNovelas – ,,Najlepsza aktorka drugoplanowa'' dla Any Martín (wygrana)
- 2005: Nagroda Premios TVyNovelas – ,,Najlepszy aktor drugoplanowy'' dla Roberta Vandera (wygrana)
- 2005: Nagroda Premios TVyNovelas – ,,Najlepsza muzyka wiodąca'' dla Reyli za „La descerada”'' (wygrana)
- 2005: Nagroda Premios TVyNovelas – ,,Najlepszy męski złoczyńca'' dla Manuela Landety (nominacja)
- 2011: Nagroda Premios TP de Oro – ,,Najlepsza telenowela'' (nominacja)

## Obsada
- Bárbara Mori jako Rubí Pérez / Fernanda Martínez Pérez
- Eduardo Santamarina jako Alejandro Cárdenas Ruíz
- Sebastián Rulli jako Héctor Ferrer Garza
- Jaqueline Bracamontes jako Maribel de la Fuente
- Ana Martin jako Refugio Ochoa Pérez
- Yadhira Carrillo jako Elena Navarro
- Paty Díaz jako Cristina Pérez Ochoa
- Marlene Favela jako Sonia Chiavaria Gonzalez
- Josefina Echánove jako Pancha Muñoz
- Antonio Medellín jako Ignacio Cárdenas
- Ana Bertha Espín jako Elisa de Duarte
- Olivia Bucio jako Carla de Cárdenas
- Luis Gatica jako Cayetano Martínez
- Leonorilda Ochoa jako Dolores "Doña Lola" Herrera Guzmán
- Roberto Vander jako Arturo De La Fuente
- Ofelia Cano jako Victoria Gallegos
- Miguel Pizarro jako Loreto Echagüe
- Arlette Pacheco jako Lilia López de Duarte
- Ingrid Martz jako Lorena Treviño
- Jan jako Marco Rivera
- José Elías Moreno jako Genaro Duarte
- Manuel Landeta jako Lucío Montemayor
- Sergio Goyri jako Yago Píetrasanta
- Dolores Salomón jako Mariquita (as Dolores Salomón 'Bodokito')
- Tania Vázquez jako Sofía Cárdenas Ruiz
- Sergio Argueta jako Paco Gómez Gallegos
- Eduardo Rodríguez jako Saúl Mendez
- Carlos Cámara jako dr José Luis Bermúdez
- Adriana Roel jako Hilda Mendez
- Lorena Velázquez jako Mary el Chavarría
- Mariana Rountree jako Ingrid Mendoza
- José Antonio Ferral jako Garduño
- Gerardo Albarrán jako Gabriel Anzalma
- Marco Méndez jako Luis Duarte López
- Nicole Vale jako Natalia 'Naty' Duarte López
- Claudia Benedetti jako Lupe
- Lilia Aragón jako Nora de Navarro
- María Fernanda García jako Valeria
- Roberto Sen jako David Treviño
- Sergio Zaldívar jako Gazcón
- Manuel Foyo jako Ernesto Bermúdez
- Raúl Valerio jako Doctor Mosques
- Sergio Jurado jako Lic. Millán
- Roger Cudney jako Howard Williams
- Amelia Zapata jako Celia Fuentes
- Karen Sandoval jako Naty Duarte López (II)
- Manuel 'Flaco' Ibáñez jako Onésimo Segundo
- Kristel Casteele jako Fernanda Martínez Pérez (dziecko)